# Петър Делян
Пѐтър Делян е български цар в периода 1040 – 1041 г. Той твърди, че е син на цар Гаврил Радомир от брака му с дъщерята на Геза Унгарски. През 1040 г. оглавява въстанието на българите срещу византийското владичество. В българската историография е известен и като Петър II.

## Произход
Според повечето византийски източници Петър Делян произхожда от низшите слоеве на обществото, а „Делян“ е прозвище, което идва от гръцката дума „долос“ – „хитър“. Византийските хронисти обаче не могат да се приемат за безпристрастни, когато става дума за представител на Самуиловия род. Самият Петър Делян подчертава принадлежността си към този род с привързаността си към Самуиловата символика и с антивизантийската си дейност, поддържана от широките български народни маси, които му вярват и го подкрепят. От езиково гледище е съмнително споменатото прозвище да произлиза от думата „долос“. Българската етимология на името е най-вероятна.
Според българската езикова традиция „Делян“ е пожелателно име, образувано от старобългарския глагол „дѣлати“ – „правя, работя“. Може също да е съкращение на име, образувано от отрицателната форма на този глагол или да идва от българската дума „делен“ или „делян“, т.е. отделен от царското семейство, тъй като майка му го отвежда със себе си в Унгария след раздялата си с баща му. Основното виждане е, че всъщност при раздялата тя е бременна с Делян и той е роден в Унгария около 1001 година.
Твърдението на Петър Делян, че е син на цар Гаврил Радомир от първата му съпруга, дъщеря на унгарския велик княз Геза, се потвърждава и от Михаил Деволски, гръцки епископ, който прави добавки към хрониката на Йоан Скилица в началото на XII век. Поради това известният арменски историк Никохайос Адонц прави заключението, че Петър Делян е потомък на два царски рода. Според други учени Петър Делян е бил самозванец – отново Михаил Деволски отбелязва, че аргументите на въстаническия водач били „убедително стъкмени“.
Независимо от това дали Петър Делян е действителен царски син, или самозванец, той е една от най-ярките фигури в българската история през ХІ век.

## Въстание
През 1040 г. Петър Делян се появява в Белград с твърдението, че е син на цар Гаврил Радомир. Провъзгласен е за цар от местните българи, приема името Петър и оглавява въстанието им срещу византийското владичество. Основна причина за въстанието е наложеният на българските земи паричен поземлен данък, посрещнат с огромно недоволство от населението. Делян не избира името Петър случайно, той търси приемственост с цар Петър I, осигурил най-дългия мир по българските земи (което е огромен успех за България, тъй като позволява на държавата да се стабилизира след разорителните войни на баща му Симеон). Въстаниците тръгват на юг през Ниш и достигат Скопие — по това време главен град на тема България.

### Двувластие
По същото време, в Драчката тема, за цар е провъзгласен българския военачалник Тихомир. Когато двете български войски се съединяват, Петър Делян произнася силна реч, в която изтъква лошите страни на двувластието. За да се обединят двата въстанически лагера, Делян е избран за единствен владетел, а за да се избегнат раздори между въстаниците Тихомир е екзекутиран – убит с камъни или съсечен. Според византийския хронист Йоан Зонара: „Делян станал самодържец“ (ὁ δὲ Δολιάνος αὐτοκράτωρ γενόμενος).
Сдобил се със самодържавната власт Петър Делян насочва войските си към Солун, където по това време се намира византийския император Михаил IV Пафлагон. Императорът избира бягството пред това да се изправи срещу българския цар. На запад българските войски превземат Драч, а на юг достигат чак до Тесалия. Вестта за въстанието на българите, водено от Самуиловия потомък, достига чак до Армения, където се намират потомците на последните български царе от династията на Комитопулите. Най-голям престиж сред тях притежавал Алусиан, вторият син на цар Йоан Владислав. Той се появява неочаквано в лагера на Петър Делян, тайно събира подкрепа сред въстаниците и в удобен момент обявява открито своята самоличност и родствена принадлежност. Петър Делян не се осмелява да се разправи със своя родственик, както с Тихомир, което води отново до двувластие във въстанието. Основна движеща сила остава Петър Делян, но на Алусиан е поверена съществена част от войската.

### Обсадата на Солун
Основна роля за последвалия неуспех на въстанието играе именно Алусиан. На него е поверена 40-хилядна войска, с която да щурмува Солун. Според някои извори всеки от двамата сродници ръководи по 40 хил. души, т.е. въстаниците общо са били 80 хил. души точно преди битката при Солун. Поради слабо пълководство на Алусиан атаката се проваля и битката завършва със съкрушителна загуба за българите. Тя коства на въстаниците 15 хил. жертви и 15 хил. попаднали в плен. Остатъкът от войската отстъпва заедно с Алусиан.
Според византийския хронист Йоан Скилица този неуспех възобновил напрежението между двамата предводители на въстанието. Алусиан кани Петър Делян на пир, където заедно със свои поддръжници го издебва и ослепява, а според Михаил Псел му отрязва също и носа, използвайки кухненски нож. Известно време Алусиан води въстаниците самостоятелно, но не постига успех. Изправен пред нарастващо неодобрение той избира да потърси убежище при ромеите. Бяга в Мосинопол (близо до Гюмюрджина), където по това време пребивава Михаил IV. Императорът го приема радушно, удостоява го с титлата магистър и го изпраща в Константинопол. След бягството на Алусиан въстаналите българи се сплотяват отново около своя цар Петър Делян.

### Битката при Острово
През лятото на 1041 г. византийският император начело на голяма войска, в която участват и викингски наемници, водени от бъдещия норвежки крал Харалд Хардрада, напада главните сили на Петър Делян край Острово. Макар и сляп, той води въстаниците срещу ромеите. На тези събития е обърнато внимание в норвежка сага, посветена на делата на Харалд. В това решително сражение българите не успяват да надделеят над ромеите и викингите и са разбити. Според различните източници Петър Делян или е посечен на полесражението, или е заловен и отведен в Константинопол, където е затворен и вероятно скоро умира, тъй като не са известни по-късни исторически сведения за него.

## Почит
На името на Петър Делян е именуван нос Делян (Delyan Point) на остров Смит, от архипелага Южни Шетландски острови в Антарктида.